# Assur-uballit II
 (juin 2023).
Si vous disposez d'ouvrages ou d'articles de référence ou si vous connaissez des sites web de qualité traitant du thème abordé ici, merci de compléter l'article en donnant les références utiles à sa vérifiabilité et en les liant à la section « Notes et références ».
Assur-uballit II, ou Aššur-uballiṭ, ou Aschschur-uballit  ("Assur fait vivre"), fut le dernier roi assyrien. Il régna de 612 à 609 av. J-C (ou -611 à -610 ou -611 à -609) sur les restes de l'empire, alors soumis aux attaques des Babyloniens et des Mèdes. Alors que les principales villes (Assur, Ninive…) ont déjà été prises et détruites, il tente de maintenir la domination assyrienne en Syrie grâce au soutien des Égyptiens. Il était probablement membre de la famille royale assyrienne. Il est définitivement vaincu en 609 av. J-C et probablement tué lors du siège d'Harran, entraînant la fin de l'empire assyrien.

## Liens
- Notice dans un dictionnaire ou une encyclopédie généraliste :   - Dizionario di Storia
- Notices d'autorité :   - VIAF
  - GND